# 隱龜
隱龜，又称瑪麗河龟，是一种主要栖息在澳大利亞昆士蘭州瑪丽河、面临滅絕的短頸龜。在1960年代至1970年代，隱龜曾作為一種寵物流行于澳大利亞，10年間曾有15,000只被售往寵物店，最初它們也被稱作“便士龜”（Penny Turtle）。或者“寵物店龜”（Pet Shop Turtle）。這種龜是隱龜屬的單屬種。